# 新大手町ビルヂング
新大手町ビルヂング（しんおおてまちビルヂング）は、東京都千代田区大手町二丁目に所在するオフィスビルである。

## 歴史
1956年5月より建設が開始された大手町ビルヂングには、工事中より貸室の申し込みが殺到した。三菱地所は日本電信電話公社（電電公社）に、大手町ビルの東側の大手町二丁目の土地2317坪を貸し付けていたが、丸の内電報電話局の跡地879坪、および同地に電電公社が計画していた建物の新築が中止になったため北隣の土地450坪の返還を受けた。旺盛なオフィス需要に応じるべく、この土地に延床面積約15000坪のオフィスビルを計画し、1956年12月11日に着工した。さらに、西隣に三菱本社が所有し三菱地所が営業権をもち、ザ・ファースト・ナショナル・シティバンク・オブ・ニューヨーク（FNCB）に貸し付けていた600坪への増築案が持ち上がった。ここは第二次世界大戦終戦まで朝鮮銀行東京支店があり、連合国軍最高司令官総司令部による接収ののち建物が朝鮮銀行からFNCBに売却された。三菱地所とFNCBとの交渉は難航し、成立したのは1958年1月のことであった。FNCBは丸の内の三菱仲5号館を解体した跡の仮設建物に移転した（のちの富士ビルヂング所在地）。新ビルは工期に間に合わせるべく昼夜を通して突貫工事が行われ、従来は下層階から順にコンクリートを打設するところを途中階からも打設するなどの方法もとられた。1958年12月3日に第1期が完成し竣工式が行われ、1959年2月にはFNCB跡の第2期部分も完成した。その後1961年7月から1963年5月にかけて北側に2か所計1523坪、1971年に屋上部に500坪増築され、2001年には新たなカーテンウォールを設け、OA化や空調設備の更新など大規模な改修が行われた。これにより、2002年にロングライフビル推進協会主催の第12回BELCA賞ベストリフォーム部門を受賞している。

## テナント
永代通りに面し、地階では東京メトロ東西線ほかの大手町駅に直結している。竣工時にはFNCB、中小企業金融公庫、北海道東北開発公庫、アジア経済研究所、日立製作所、日立工機、石川島重工、浦賀船渠などが入居した。

## 建物名
当初は、本ビル北西に位置する現在の大手町ビルヂングが「第三丸ノ内ビルヂング」、本ビルが「大手町ビルヂング」の仮称であった。第三丸ノ内ビルヂングが「大手町ビルヂング」に決まり、本ビル名は一旦「第二大手町ビルヂング」に変更されたが、最終的に「新大手町ビルヂング」に決定した。このため、すでに旧名称で社用の封筒や便箋等を作成したテナントに対しては、三菱地所が刷り直しの費用を補償した。